# Mount Airy (Maryland)
Mount Airy é uma cidade  localizada no estado americano de Maryland, no Condado de Carroll e Condado de Frederick.

## Demografia
Segundo o censo americano de 2000, a sua população era de 6425 habitantes.
Em 2006, foi estimada uma população de 8703, um aumento de 2278 (35.5%).

## Geografia
De acordo com o United States Census Bureau tem uma área de
9,9 km², dos quais 9,9 km² cobertos por terra e 0,0 km² cobertos por água.

## Localidades na vizinhança
O diagrama seguinte representa as localidades num raio de 16 km ao redor de Mount Airy.